# Render Output Unit
La Render Output Unit (ROP), chiamata a volte anche Raster Operation Pipeline, è uno dei passi finali del processo di rendering delle moderne schede grafiche. Le pixel pipeline prendono le informazioni dai pixel e dai texel e le elaborano, attraverso matrici e operazioni vettoriali in un pixel finale. I ROP effettuano le transazioni tra i buffer rilevanti nella VRAM. Queste includono la lettura o la scrittura di valori e l'unione di essi assieme.

## Descrizione
Le ROPs (Raster OPerations) formano quella parte della GPU di una scheda video che si occupa di operazioni come color e alpha blending o applicazione del antialiasing.
Le pixel e vertex pipeline eseguono calcoli matematici che servono a definire i colori e l'illuminazione delle figure oltre che l'applicazione delle texture.
Quindi le ROPs traducono il lavoro svolto dalle pipeline, andando a colorare i pixel, secondo un modello detto raster e visualizzabile sullo schermo.

## Evoluzione
Storicamente il numero di ROP, texture units e pixel shader è stato uguale. Tuttavia, nel 2004 molti produttori di GPU hanno disaccoppiato queste aree per migliorare l'allocazione dei transistor per il carico di lavoro delle applicazioni e migliorare le prestazioni della memoria. Col passare del tempo si aspetta che i produttori di GPU continueranno a disaccoppiare le varie parti dell'architettura per migliorare l'adattabilità alle future applicazioni grafiche. Questo permette anche di avere una struttura modulare, dove le GPU di categoria high-end utilizzano la stessa logica di quelle low-end.

## Vedere anche
- Rendering
- Computer grafica